# マウリシオ・ドゥアルテ
エディソン・マウリシオ・ドゥアルテ・バラハス（Edison Mauricio Duarte Barajas 、1992年6月24日 - ）は、コロンビア・ククタ出身のプロサッカー選手。デフェンサ・イ・フスティシア所属。ポジションは、ディフェンダー（レフトバック）。

## クラブ歴
2011年11月27日、1-1で引き分けたアウェーのボヤカ・チコ戦でプロデビューを果たした。2011年から2020年までククタの主力として活躍した後、2020年1月25日にデフェンサ・イ・フスティシアへ加入した。

## タイトル
ククタ・デポルティーボ;
- カテゴリア・プリメーラB: 2018